# Belaynesh Oljira
Belaynesh Oljira Jemama (Welega, 26 giugno 1990) è una mezzofondista e maratoneta etiope.

## Palmarès
| Anno | Manifestazione      | Sede      | Evento        | Risultato | Prestazione | Note |
| ---- | ------------------- | --------- | ------------- | --------- | ----------- | ---- |
| 2012 | Giochi olimpici     | Londra    | 10000 m piani | 5ª        | 30'45"56    |      |
| 2013 | Mondiali            | Mosca     | 10000 m piani | Bronzo    | 30'46"98    |      |
| 2014 | Campionati africani | Marrakech | 10000 m piani | Bronzo    | 32'49"39    |      |
| 2015 | Mondiali            | Pechino   | 10000 m piani | 9ª        | 31'53"01    |      |

## Altre competizioni internazionali
2010
- 11ª alla Mezza maratona di Delhi ( Nuova Delhi) - 1h12'17"
- Bronzo alla Corrida de Săo Silvestre ( Luanda) - 32'57"

2011
- 4ª alla Mezza maratona di Delhi ( Nuova Delhi) - 1h07'27"
- Argento alla Corrida de Săo Silvestre ( Luanda) - 32'23"

2012
- 6ª alla Mezza maratona di Delhi ( Nuova Delhi) - 1h12'16"
- Oro alla Mezza maratona di Houston ( Houston) - 1h08'26"

2013
- 5ª alla Maratona di Dubai ( Dubai) - 2h25'01"
- Oro alla Mezza maratona di Berkane ( Berkane) - 1h11'18"

2014
- 9ª alla Maratona di Boston ( Boston) - 2h24'21"
- 27ª alla Maratona di Dubai ( Dubai) - 3h06'02"
- 4ª alla Mezza maratona di Delhi ( Nuova Delhi) - 1h10'08"
- Oro alla Great South Run ( Portsmouth), 10 miglia - 52'40"

2015
- Bronzo alla Mezza maratona di Boston ( Boston) - 1h10'41"

2018
- 4ª alla Maratona di Francoforte ( Francoforte sul Meno) - 2h21'53"
- Argento alla Maratona di Praga ( Praga) - 2h25'13"
- Argento alla Maratona di Houston ( Houston) - 2h24'57"
- Argento alla Mezza maratona di Lisbona ( Lisbona) - 1h11'29"
- 10ª alla Mezza maratona di Copenaghen ( Copenaghen) - 1h08'36"

2019
- Bronzo alla Maratona di Saitama ( Saitama) - 2h27'11"

2020
- Argento alla Mezza maratona di Guadalajara ( Guadalajara) - 1h10'56"